# Ziyang
Ziyang (cinese: 资阳; pinyin: Zīyáng) è una città-prefettura della Cina nella provincia del Sichuan.